# Apache Velocity
Apache Velocity（アパッチ・ベロシティ）は、オープンソースのJavaベースの汎用テンプレートエンジン。Apacheプロジェクト内のJakarta内のサブプロジェクトである。MVCモデルにもとづきJavaコードをWebページから切り離すことができるので、JSPやPHPによる開発と比べてきれいなWebアプリケーションの開発を期待できる。また、HTMLだけでなくXMLやSQL文などテキストファイルならどのようなものにでも適用できる高い汎用性をもっている。Velocityは Jakarta VelocityからApache Velocityへと昇格した。
VelocityMacroを編集するためのエディタとしてVelocity UI for Eclipseがある。